# Turkiets Grand Prix 2020
Turkiets Grand Prix 2020, officiellt Formula 1 DHL Turkish Grand Prix 2020, var ett Formel 1-lopp som kördes den 15 november 2020 på Istanbul Park i Turkiet. Loppet var det fjortonde loppet ingående i Formel 1-säsongen 2020 och kördes över 58 varv.
Detta var det första F1-loppet på Istanbul Park sedan säsongen 2011.

## Kvalet
Lance Stroll tog sin första pole position i karriären och blev därmed den 101:a föraren genom historien att lyckas med detta. 

### Resultat
| KR. | Nr | Förare             | Konstruktör               | Q1       | Q2       | Q3       | Grid |
| --- | -- | ------------------ | ------------------------- | -------- | -------- | -------- | ---- |
| 1   | 18 | Lance Stroll       | Racing Point-BWT Mercedes | 2:07,467 | 1:53,372 | 1:47,765 | 1    |
| 2   | 33 | Max Verstappen     | Red Bull Racing-Honda     | 1:57,485 | 1:50,293 | 1:48,055 | 2    |
| 3   | 11 | Sergio Pérez       | Racing Point-BWT Mercedes | 2:07,614 | 1:54,097 | 1:49,321 | 3    |
| 4   | 23 | Alexander Albon    | Red Bull Racing-Honda     | 1:59,431 | 1:52,282 | 1:50,448 | 4    |
| 5   | 3  | Daniel Ricciardo   | Renault                   | 2:05,598 | 1:54,278 | 1:51,595 | 5    |
| 6   | 44 | Lewis Hamilton     | Mercedes                  | 2:07,599 | 1:52,709 | 1:52,560 | 6    |
| 7   | 31 | Esteban Ocon       | Renault                   | 2:06,115 | 1:53,657 | 1:52,622 | 7    |
| 8   | 7  | Kimi Räikkönen     | Alfa Romeo-Ferrari        | 2:01,249 | 1:53,793 | 1:52,745 | 8    |
| 9   | 77 | Valtteri Bottas    | Mercedes                  | 2:07,001 | 1:53,767 | 1:53,258 | 9    |
| 10  | 99 | Antonio Giovinazzi | Alfa Romeo-Ferrari        | 2:07,341 | 1:53,431 | 1:57,226 | 10   |
| 11  | 4  | Lando Norris       | McLaren-Renault           | 2:07,167 | 1:54,945 | 0        | 151  |
| 12  | 5  | Sebastian Vettel   | Ferrari                   | 2:03,356 | 1:55,169 | 0        | 11   |
| 13  | 55 | Carlos Sainz, Jr.  | McLaren-Renault           | 2:07,489 | 1:55,410 | 0        | 162  |
| 14  | 16 | Charles Leclerc    | Ferrari                   | 2:04,464 | 1:56,696 | 0        | 12   |
| 15  | 10 | Pierre Gasly       | Alpha Tauri-Honda         | 2:05,579 | 1:58,556 | 0        | 20   |
| 16  | 20 | Kevin Magnussen    | Haas F1 Team-Ferrari      | 2:07,007 | 0        | 0        | 13   |
| 17  | 26 | Daniil Kvyat       | Alpha Tauri-Honda         | 2:09,070 | 0        | 0        | 14   |
| 18  | 63 | George Russell     | Williams-Mercedes         | 2:10,017 | 0        | 0        | PL3  |
| 19  | 8  | Romain Grosjean    | Haas-Ferrari              | 2:12,909 | 0        | 0        | 17   |
| 20  | 6  | Nicholas Latifi    | Williams-Mercedes         | 2:21,611 | 0        | 0        | PL4  |

| Vidare från första kvalrundan ▬▬ Vidare från andra kvalrundan ▬▬ |

107 %-gränsen: 1:19,4165
Källor: 
- ^1  – Lando Norris degraderades fem placeringar efter att ha misslyckats med att sänka hastigheten under gul flagga under kvalet.[3]
- ^2  – Carlos Sainz, Jr. degraderades tre placeringar efter att ha hindrat Sergio Pérez under kvalet.[4]
- ^3  – George Russell startade sist efter att hans bil fått en ny motor.[5] Han degraderades också tre placeringar efter att han inte respekterat en gul flagga under kvalet.[6] Russell körde in i barriären innan loppet skulle börja och fick därmed börja sitt race i pit lane.
- ^4  – Nicholas Latifi lämnade inte pit lane i god tid och fick därmed starta sitt race från pit lane.
- ^5  – 107%-regeln tillämpades ej på grund av dåligt väder.

## Loppet
Lewis Hamilton vann loppet och tog därmed hem sin sjunde mästartitel. I och med detta tangerade han Michael Schumachers rekord i antalet vunna världsmästerskap i Formel 1. Sergio Pérez kom på andraplats och tog därmed sin första pallplats under säsongen. Även Sebastian Vettel var åter tillbaka på pallen för första gången under säsongen med sin tredjeplats.

### Resultat
| Pos. | Nr | Förare             | Konstruktör          | Varv | Tid          | Grid | P  |
| ---- | -- | ------------------ | -------------------- | ---- | ------------ | ---- | -- |
| 1    | 44 | Lewis Hamilton     | Mercedes             | 58   | 1:42:19,313  | 6    | 25 |
| 2    | 11 | Sergio Pérez       | Racing Point         | 58   | +31,633      | 3    | 18 |
| 3    | 5  | Sebastian Vettel   | Scuderia Ferrari     | 58   | 31,960       | 11   | 15 |
| 4    | 16 | Charles Leclerc    | Scuderia Ferrari     | 58   | +33,858      | 12   | 12 |
| 5    | 55 | Carlos Sainz, Jr.  | McLaren              | 58   | +34,363      | 16   | 10 |
| 6    | 33 | Max Verstappen     | Red Bull Racing      | 58   | +44,873      | 2    | 8  |
| 7    | 23 | Alexander Albon    | Red Bull Racing      | 58   | +46,484      | 4    | 6  |
| 8    | 4  | Lando Norris       | McLaren              | 58   | +61,259      | 15   | 51 |
| 9    | 18 | Lance Stroll       | Racing Point         | 58   | +72,353      | 1    | 2  |
| 10   | 3  | Daniel Ricciardo   | Renault F1           | 58   | +95,460      | 5    | 1  |
| 11   | 31 | Esteban Ocon       | Renault F1           | 57   | +1 varv      | 7    | 0  |
| 12   | 26 | Daniil Kvyat       | Scuderia Alpha Tauri | 57   | +1 varv      | 14   | 0  |
| 13   | 20 | Pierre Gasly       | Scuderia Alpha Tauri | 57   | +1 varv      | 20   | 0  |
| 14   | 77 | Valtteri Bottas    | Mercedes             | 57   | +1 varv      | 9    | 0  |
| 15   | 7  | Kimi Räikkönen     | Alfa Romeo F1        | 57   | +1 varv      | 8    | 0  |
| 16   | 63 | George Russell     | Williams F1          | 57   | +1 varv      | PL   | 0  |
| 17   | 20 | Kevin Magnussen    | Haas F1 Team         | 55   | DNF2         | 13   | 0  |
| RET  | 8  | Romain Grosjean    | Haas F1 Team         | 49   | Skada på bil | 17   | 0  |
| RET  | 6  | Nicholas Latifi    | Williams F1          | 39   | Skada på bil | PL   | 0  |
| RET  | 99 | Antonio Giovinazzi | Alfa Romeo F1        | 11   | Motorfel     | 10   | 0  |

| Förare och stall som tog poäng ▬▬ |

- ^1  – Inkluderar en extra poäng för snabbaste varv.

- ^2  – Kevin Magnussen körde mer än 90 % av loppet och det räknas då som att han kört färdigt loppet trots att han bröt loppet i 55:e varvet.

Källor: